# Down Beat
Down Beat é uma revista americana dedicada ao jazz. Seu primeiro número foi lançado em 1935, em Chicago. O seu nome deriva da expressão musical "downbeat", também chamado de "uma batida."
A Down Beat publica os resultados das enquetes anuais realizadas entre os seus leitores e críticos sobre uma grande variedade de categorias musicais. A Down Beat Jazz Hall of Fame inclui os vencedores das pesquisas feitas tanto entre os críticos como entre os leitores. Os resultados da enquete entre os leitores são publicados em dezembro do  e dos críticos de agosto.
Um das mais famosas colunas da Down Beat é a "blindfold test", no qual um músico ouve uma série de gravações de outros artistas e tentar adivinhar qual os músicos que as acompanha. A média de acerto não passa de 50 porcento.

## Enquete
| Ano  | Eleitos por leitores | Eleitos pela crítica                   |
| ---- | -------------------- | -------------------------------------- |
| 1952 | Louis Armstrong      |                                        |
| 1953 | Glenn Miller         |                                        |
| 1954 | Stan Kenton          |                                        |
| 1955 | Charlie Parker       |                                        |
| 1956 | Duke Ellington       |                                        |
| 1957 | Benny Goodman        |                                        |
| 1958 | Count Basie          |                                        |
| 1959 | Lester Young         |                                        |
| 1960 | Dizzy Gillespie      |                                        |
| 1961 | Billie Holiday       | Coleman Hawkins                        |
| 1962 | Miles Davis          | Bix Beiderbecke                        |
| 1963 | Thelonious Monk      | Jelly Roll Morton                      |
| 1964 | Eric Dolphy          | Art Tatum                              |
| 1965 | John Coltrane        | Earl Hines                             |
| 1966 | Bud Powell           | Charlie Christian                      |
| 1967 | Billy Strayhorn      | Bessie Smith                           |
| 1968 | Wes Montgomery       | Sidney Bechet & Fats Waller            |
| 1969 | Ornette Coleman      | Pee Wee Russell & Jack Teagarden       |
| 1970 | Jimi Hendrix         | Johnny Hodges                          |
| 1971 | Charles Mingus       | Roy Eldridge & Django Reinhardt        |
| 1972 | Gene Krupa           | Clifford Brown                         |
| 1973 | Sonny Rollins        | Fletcher Henderson                     |
| 1974 | Buddy Rich           | Ben Webster                            |
| 1975 | Cannonball Adderley  | Cecil Taylor                           |
| 1976 | Woody Herman         | King Oliver                            |
| 1977 | Paul Desmond         | Benny Carter                           |
| 1978 | Joe Venuti           | Rahsaan Roland Kirk                    |
| 1979 | Ella Fitzgerald      | Lennie Tristano                        |
| 1980 | Dexter Gordon        | Max Roach                              |
| 1981 | Art Blakey           | Bill Evans                             |
| 1982 | Art Pepper           | Fats Navarro                           |
| 1983 | Stéphane Grappelli   | Albert Ayler                           |
| 1984 | Oscar Peterson       | Sun Ra                                 |
| 1985 | Sarah Vaughan        | Zoot Sims                              |
| 1986 | Stan Getz            | Gil Evans                              |
| 1987 | Lionel Hampton       | Johnny Dodds, Thad Jones, Teddy Wilson |
| 1988 | Jaco Pastorius       | Kenny Clarke                           |
| 1989 | Woody Shaw           | Chet Baker                             |
| 1990 | Red Rodney           | Mary Lou Williams                      |
| 1991 | Lee Morgan           | John Carter                            |
| 1992 | Maynard Ferguson     | James P. Johnson                       |
| 1993 | Gerry Mulligan       | Edward Blackwell                       |
| 1994 | Dave Brubeck         | Frank Zappa                            |
| 1995 | J. J. Johnson        | Julius Hemphill                        |
| 1996 | Horace Silver        | Artie Shaw                             |
| 1997 | Nat King Cole        | Tony Williams                          |
| 1998 | Frank Sinatra        | Elvin Jones                            |
| 1999 | Milt Jackson         | Betty Carter                           |
| 2000 | Clark Terry          | Lester Bowie                           |
| 2001 | Joe Henderson        | Milt Hinton                            |
| 2002 | Antonio Carlos Jobim | John Lewis                             |
| 2003 | Ray Brown            | Wayne Shorter                          |
| 2004 | McCoy Tyner          | Roy Haynes                             |
| 2005 | Herbie Hancock       | Steve Lacy                             |
| 2006 | Jimmy Smith          | Jackie McLean                          |
| 2007 | Michael Brecker      | Andrew Hill                            |